# Gilbert Choquette
Pour les articles homonymes, voir Choquette.
Gilbert Choquette, né à Montréal le 25 novembre 1929 et mort dans la même ville le 20 avril 2022, est un romancier et poète québécois.

## Biographie
Il s'inscrit en droit à La Sorbonne et obtient un doctorat en droit international. Pendant ses années d'études dans la capitale française, il se découvre une vocation d'écrivain. 
À son retour au Canada en 1954, il entre à l'Office national du film du Canada à titre de rédacteur, adaptateur et réalisateur de courts métrages. Il quitte cet emploi en 1968.
Il devient ensuite professeur de français au Cégep de Saint-Laurent pendant une dizaine d'années.
Il amorce sa carrière littéraire en publiant à compte d'auteur des poèmes : Au loin l'espoir. Il publie un premier roman, L'Interrogatoire en 1962, suivi, deux ans plus tard, de L'Honneur de vivre, son deuxième recueil de poésie. À un rythme plus ou moins régulier, il fait ensuite paraître une vingtaine de titres.
Le fonds d'archives de Gilbert Choquette est conservé au centre d'archives de Montréal de Bibliothèque et Archives nationales du Québec.
Il est le frère de Jérôme Choquette et était membre du Parti Québécois déjà en 1970.

## Œuvre

### Romans
- L'Interrogatoire, 1962
- L'Apprentissage, 1966
- La Défaillance, 1969
- La Mort au verger, 1975
- Un tourment extrême, 1979
- La Flamme et la Forge, 1984
- Le Secret d'Axel, 1986
- L'étrangère, ou Un printemps condamné, 1988
- La Nuit yougoslave, 1989
- Une affaire de vol, 1990
- L'Amour en vain, 1994
- Azraël ou l'ange exterminateur, 1998
- Le Cavalier polonais, 2000 ; réédition revue et corrigée sous le titre Entre deux âmes, 2007

### Poésie
- Au loin l'espoir, 1958 (à compte d'auteur, mais imprimé par Orphée).
- L'Honneur de vivre, 1964 (oeuvre finaliste en 1965 au Grand prix littéraire de Montréal)

### Journal de voyage
- L'Europe-en-coup-de-vent (1996)